# KDMT (AM)
KDMT (1690 AM) é uma estação de rádio licenciada para Arvada, Colorado, e servindo o mercado de rádio Denver-Boulder. A estação é de propriedade da Relevant Radio, Inc., e transmite um formato de conversa católica, como afiliada da Relevant Radio.

## História
A KDMT originou-se como a banda expandida "gêmea" de uma estação existente na banda AM padrão. Em 17 de março de 1997, a FCC anunciou que oitenta e oito estações receberiam permissão para mudar para frequências de transmissão de "Banda Expandida" recém-disponíveis, variando de 1610 a 1700 kHz, com o então KQXI em Arvada autorizado a mudar de 1550 para 1690 kHz. Uma licença de construção para a estação de banda expandida recebeu as letras de chamada KAYK em 10 de novembro de 1997.
Em junho de 1998, a Radio Property Ventures vendeu a licença de construção KAYK para 1690 AM e KQXI em 1550 AM por US$ 3,5 milhões para a ABC, Inc., numa época em que a empresa estava comprando estações para a rede Radio Disney. A KAYK iniciou suas operações no dia 3 daquele mês, e a transmissão simultânea às 15h50 e 1690 começou a transmitir a programação da Radio Disney. Depois que a venda foi fechada no final de 1998, as estações assumiram novas cartas de chamada inspiradas na Disney em 11 de dezembro de 1998, quando 1690 AM mudou para KADZ enquanto 1550 AM se tornou KDDZ. Em 15 de janeiro de 1999, essas letras de chamada foram trocadas, com 1690 AM se tornando KDDZ e 1550 AM mudando para KADZ.
A política inicial da FCC para atribuições de banda expandida era que tanto a estação original quanto sua contraparte de banda expandida poderiam operar simultaneamente por até cinco anos, após os quais os proprietários teriam que entregar uma das duas licenças, dependendo se prefeririam a nova atribuição ou optariam por permanecer na frequência original. A ABC optou por manter a frequência de banda expandida e a KADZ em 1550 AM foi formalmente excluída pela FCC em 18 de novembro de 2003.
Em 13 de agosto de 2014, a The Walt Disney Company colocou à venda a KDDZ e outras vinte e duas estações da Radio Disney, a fim de se concentrar mais na distribuição digital da rede Radio Disney.
Em 15 de setembro de 2015, foi anunciado que o Salem Media Group havia adquirido as últimas cinco estações pertencentes e operadas pela Radio Disney para venda (incluindo a KDDZ) por US$ 2,225 milhões. A KDDZ foi adquirida pela Salem Media of Colorado, Inc., por US$ 550.000. De acordo com a Radio Insight, a KDDZ se tornaria afiliada da Wall Street Business Network de Salem em Denver. A venda foi concluída em 8 de dezembro de 2015. O indicativo de chamada foi alterado para KDMT. Em 17 de dezembro de 2015, a estação começou a atrofiar com música de Johnny Cash como "Cash Country 1690". A façanha levou ao lançamento de "Money Talk 1690" em 1 de fevereiro de 2016.
Em 14 de novembro de 2019, a estação foi vendida para a Immaculate Heart Media, Inc., e tornou-se afiliada da Relevant Radio.